# Sezonul de IndyCar din 2013
Sezonul de IndyCar din 2013 este al 18-lea sezon din competiția motorizată organizată pe teritoriul Statelor Unite ale Americii. 15 echipe vor alerga in cele 19 etape care alcatuiesc calendarul sezonului 2013. Sezonul incepe la data de 24 martie și se termina in data de 19 octombrie. Din cele 19 runde, doar 3 se vor desfasura in afara Statelor Unite ale Americii. Etapa a 4-a se disputã în Brazilia, iar etapele 12 și 13 în Canada.
La startul acestei ediții se află 4 campioni (Scott Dixon, Dario Franchitti, Tony Kanaan, Ryan Hunter-Reay și Buddy Lazier - etapa 5).
Honda și Chevrolet sunt singurele motoare din competiție.

## Piloții și echipele înscrise în campionat:
| Echipe                                   | Motor     | Nr.     | Piloți              | Etape disputate   |
| ---------------------------------------- | --------- | ------- | ------------------- | ----------------- |
| A. J. Foyt Enterprises                   | Honda     | 14      | Takuma Sato         | Toate             |
| A. J. Foyt Enterprises                   | Honda     | 41      | Conor Daly          | 5                 |
| Andretti Autosport                       | Chevrolet | 1       | Ryan Hunter-Reay    | Toate             |
| Andretti Autosport                       | Chevrolet | 5       | E. J. Viso          | 1-18              |
| Andretti Autosport                       | Chevrolet | 5       | Carlos Muñoz        | 19                |
| Andretti Autosport                       | Chevrolet | 25      | Marco Andretti      | Toate             |
| Andretti Autosport                       | Chevrolet | 26      | Carlos Muñoz        | 5                 |
| Andretti Autosport                       | Chevrolet | 27      | James Hinchcliffe   | Toate             |
| Barracuda Racing                         | Honda     | 98      | Alex Tagliani       | 1-16              |
| Barracuda Racing                         | Honda     | 98      | Luca Filippi        | 14; 16-18         |
| Barracuda Racing                         | Honda     | 98      | J. R. Hildebrand    | 15; 19            |
| Chip Ganassi Racing                      | Honda     | 8       | Ryan Briscoe        | 5                 |
| Chip Ganassi Racing                      | Honda     | 9       | Scott Dixon         | Toate             |
| Chip Ganassi Racing                      | Honda     | 10      | Dario Franchitti    | 1-18              |
| Chip Ganassi Racing                      | Honda     | 10      | Alex Tagliani       | 19                |
| Chip Ganassi Racing                      | Honda     | 83      | Charlie Kimball     | Toate             |
| Dale Coyne Racing                        | Honda     | 18      | Ana Beatriz         | 1-5; 9-10         |
| Dale Coyne Racing                        | Honda     | 18      | Mike Conway         | 6-7; 12-13; 17-18 |
| Dale Coyne Racing                        | Honda     | 18      | Pippa Mann          | 8; 11; 19         |
| Dale Coyne Racing                        | Honda     | 18      | James Davison       | 14-15             |
| Dale Coyne Racing                        | Honda     | 18      | Stefan Wilson       | 16                |
| Dale Coyne Racing                        | Honda     | 19      | Justin Wilson       | Toate             |
| Dale Coyne Racing                        | Honda     | 63      | Pippa Mann          | 5                 |
| Dragon Racing                            | Chevrolet | 6       | Sebastián Saavedra  | Toate             |
| Dragon Racing                            | Chevrolet | 7       | Sébastien Bourdais  | Toate             |
| Ed Carpenter Racing                      | Chevrolet | 20      | Ed Carpenter        | Toate             |
| KV Racing Technology                     | Chevrolet | 11      | Tony Kanaan         | Toate             |
| KV Racing Technology                     | Chevrolet | 78      | Simona de Silvestro | Toate             |
| Lazier Partners Racing                   | Chevrolet | 91      | Buddy Lazier        | 5                 |
| Panther Racing                           | Chevrolet | 4       | J. R. Hildebrand    | 1-5               |
| Panther Racing                           | Chevrolet | 4       | Ryan Briscoe        | 6-7; 9; 11-12; 15 |
| Panther Racing                           | Chevrolet | 4       | Oriol Servià        | 8; 10; 14; 16-19  |
| Panther Racing                           | Chevrolet | 4       | Carlos Muñoz        | 13                |
| Panther Racing                           | Chevrolet | 60      | Townsend Bell       | 5                 |
| Panther Dreyer & Reinbold Racing         | Chevrolet | 22      | Oriol Servià        | 1-5               |
| Rahal Letterman Lanigan Racing           | Honda     | 15      | Graham Rahal        | Toate             |
| Rahal Letterman Lanigan Racing           | Honda     | 16      | James Jakes         | Toate             |
| Rahal Letterman Lanigan Racing           | Honda     | 17      | Mike Conway         | 3                 |
| Rahal Letterman Lanigan Racing           | Honda     | 17      | Michel Jourdain, Jr | 5                 |
| Sarah Fisher Hartman Racing              | Honda     | 67 / 21 | Josef Newgarden     | Toate             |
| Sarah Fisher Hartman Racing              | Honda     | 97      | Lucas Luhr          | 15                |
| Schmidt Peterson Hamilton HP Motorsports | Honda     | 55      | Tristan Vautier     | Toate             |
| Schmidt Peterson Hamilton HP Motorsports | Honda     | 77      | Simon Pagenaud      | Toate             |
| Schmidt Peterson Hamilton HP Motorsports | Honda     | 81      | Katherine Legge     | 5                 |
| Team Penske                              | Chevrolet | 2       | A. J. Allmendinger  | 2-3; 5-7; 19      |
| Team Penske                              | Chevrolet | 3       | Hélio Castroneves   | Toate             |
| Team Penske                              | Chevrolet | 12      | Will Power          | Toate             |

## Clasament sezon 2013:
| Poziție | Pilot                | Număr puncte |
| ------- | -------------------- | ------------ |
| 1       | Scott Dixon          | 577          |
| 2       | Hélio Castroneves    | 550          |
| 3       | Simon Pagenaud       | 508          |
| 4       | Will Power           | 498          |
| 5       | Marco Andretti       | 484          |
| 6       | Justin Wilson        | 472          |
| 7       | Ryan Hunter-Reay     | 469          |
| 8       | James Hinchcliffe    | 449          |
| 9       | Charlie Kimball      | 427          |
| 10      | Dario Franchitti     | 418          |
| 11      | Tony Kanaan          | 397          |
| 12      | Sébastien Bourdais   | 370          |
| 13      | Simona de Silvestro  | 362          |
| 14      | Josef Newgarden      | 348          |
| 15      | E. J. Viso           | 340          |
| 16      | Ed Carpenter         | 333          |
| 17      | Takuma Sato          | 322          |
| 18      | Graham Rahal         | 319          |
| 19      | James Jakes          | 294          |
| 20      | Tristan Vautier      | 266          |
| 21      | Sebastián Saavedra   | 236          |
| 22      | Oriol Servià         | 233          |
| 23      | Mike Conway          | 185          |
| 24      | Alex Tagliani        | 180          |
| 25      | J. R. Hildebrand     | 112          |
| 26      | Ryan Briscoe         | 100          |
| 27      | A. J. Allmendinger   | 79           |
| 28      | Carlos Muñoz         | 74           |
| 29      | Ana Beatriz          | 72           |
| 30      | Luca Filippi         | 53           |
| 31      | Pippa Mann           | 34           |
| 32      | James Davison        | 27           |
| 33      | Stefan Wilson        | 14           |
| 34      | Conor Daly           | 11           |
| 35      | Townsend Bell        | 10           |
| 36      | Lucas Luhr           | 8            |
| 37      | Katherine Legge      | 8            |
| 38      | Buddy Lazier         | 8            |
| -       | Michel Jourdain, Jr. | 0            |

## Calendar competițional:
| Etapă | Locație                   | Circuit                     | Dată         | Câștigător        |
| ----- | ------------------------- | --------------------------- | ------------ | ----------------- |
| 1     | Saint Petersburg, Florida | Streets of St. Petersburg   | 24 martie    | James Hinchcliffe |
| 2     | Birmingham, Alabama       | Barber Motorsports Park     | 7 aprilie    | Ryan Hunter-Reay  |
| 3     | Long Beach, California    | Streets of Long Beach       | 21 aprilie   | Takuma Sato       |
| 4     | São Paulo, Brazilia       | Streets of São Paulo        | 5 mai        | James Hinchcliffe |
| 5     | Speedway, Indiana         | Indianapolis Motor Speedway | 26 mai       | Tony Kanaan       |
| 6     | Detroit, Michigan         | Belle Isle                  | 1 iunie      | Mike Conway       |
| 7     | Detroit, Michigan         | Belle Isle                  | 2 iunie      | Simon Pagenaud    |
| 8     | Fort Worth, Texas         | Texas Motor Speedway        | 8 iunie      | Hélio Castroneves |
| 9     | West Allis, Wisconsin     | Milwaukee Mile              | 15 iunie     | Ryan Hunter-Reay  |
| 10    | Newton, Iowa              | Iowa Speedway               | 23 iunie     | James Hinchcliffe |
| 11    | Long Pond, Pennsylvania   | Pocono Raceway              | 7 iulie      | Scott Dixon       |
| 12    | Toronto, Ontario          | Exhibition Place            | 13 iulie     | Scott Dixon       |
| 13    | Toronto, Ontario          | Exhibition Place            | 14 iulie     | Scott Dixon       |
| 14    | Lexington, Ohio           | Mid-Ohio Sports Car Course  | 4 august     | Charlie Kimball   |
| 15    | Sonoma, California        | Sonoma Raceway              | 25 august    | Will Power        |
| 16    | Baltimore, Maryland       | Streets of Baltimore        | 1 septembrie | Simon Pagenaud    |
| 17    | Houston, Texas            | Reliant Park                | 5 octombrie  | Scott Dixon       |
| 18    | Houston, Texas            | Reliant Park                | 6 octombrie  | Will Power        |
| 19    | Fontana, California       | Auto Club Speedway          | 19 octombrie | Will Power        |

Format:Sezoane de IndyCar